# 大鳥線
大鳥線（おおとりせん）は、かつて鉄道省（のちに運輸通信省⇒運輸省⇒日本国有鉄道）が運行していた貨物自動車路線である。

## 概説
羽越本線鶴岡駅より大泉村上田沢に至る延長30キロの路線で、大泉村から産出する銅鉱及び農林産物の原産地輸送を目的としたものである。

## 沿革
- 1943年（昭和18年）7月25日 : 鶴岡・上田沢間開業[1]。
  - 【新設停車場】上本郷、上田沢[注釈 1]
- 1948年（昭和23年）
  - 12月15日 : 鶴岡、上本郷間に羽前山添、板井川両停車場を、上本郷、上田沢間に羽前砂川、大針両停車場を設置[2]。
  - 12月29日 : 雪害により全線で運行休止[3]。
- 1949年（昭和24年）5月1日：全線で運行復活[4]。
- 1950年（昭和25年）12月30日 : 雪害により全線で運行休止[5]。
- 1951年（昭和26年）
  - 5月31日 : 全線で運行復活[6]。
  - 11月28日 : 雪害により全線で運行休止[6]。  この後運行復活しないまま廃止となる[7]。
- 1953年（昭和28年）3月1日 : 廃止[8]。

## 停車場
- 鶴岡 - 羽前山添 - 板井川 - 上本郷 - 羽前砂川 - 大針 - 上田沢